# Pfarrkirche Jochberg

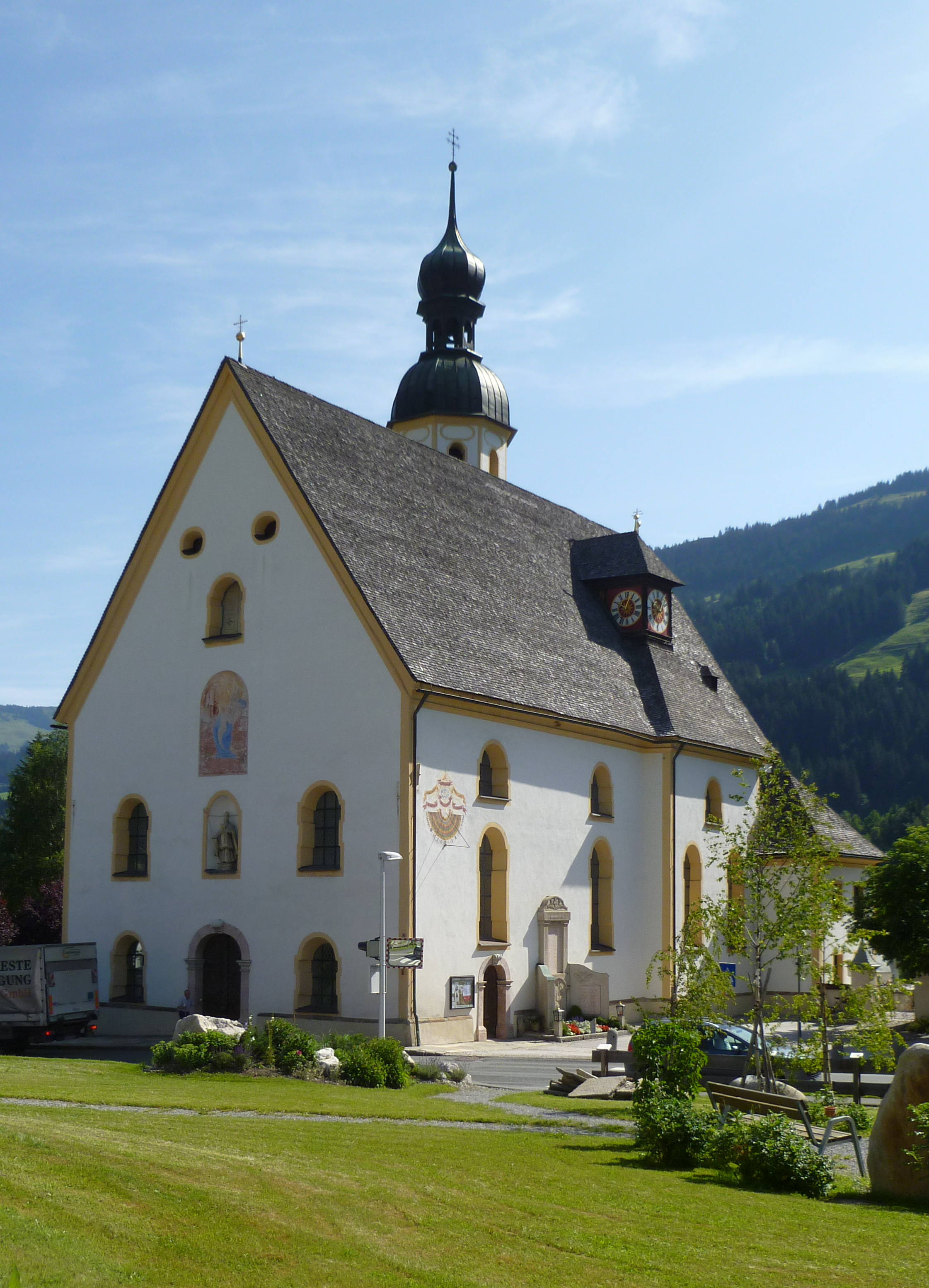
Katholische Pfarrkirche hl. Wolfgang in Jochberg

Die Pfarrkirche Jochberg steht in der Gemeinde Jochberg im Bezirk Kitzbühel im Bundesland Tirol. Die dem Patrozinium hl. Wolfgang von Regensburg unterstellte römisch-katholische Pfarrkirche gehört zum Dekanat St. Johann in Tirol in der Erzdiözese Salzburg. Die Kirche und der Friedhof stehen unter Denkmalschutz (Listeneintrag).

## Geschichte
Der Erzbischof Eberhard II. von Salzburg zog 1216 die Südgrenze seines Hausbistums Chiemsee in „summitatem montis Jochberg“ (= über den Berggipfel des Jochbergs).
1485 wurde am Jochberg neben der bereits bestehenden Michaelskirche eine zweite Kirche errichtet. Als Patron wurde der hl. Wolfgang von Regensburg, Patron der Bergleute, gewählt. Über 200 Jahre standen also zwei Kirchen nebeneinander.
Der älteste Teil der schlichten, einschiffigen Kirche befindet sich in einem Raum am Fuße des Turms, er ist mit einem gotischen Rippengewölbe versehen. Ansonsten ist nichts geblieben von dem ursprünglichen Bau, der am 15. Juni 1485 von dem Chiemseer Bischof Georg II. Altdorfer geweiht wurde.
Der barocke Neubau wurde von 1748 bis 1750 durch den Baumeister Kassian Singer errichtet. 1874 war eine Renovierung, 1978 eine Restaurierung.
Das eigentliche Kultbild der Kirche und Ziel der Pilger war eine Wolfgangstatue. Das Original (um 1520) soll aus der Werkstatt eines „Meisters von Kundl“ stammen. Dankbare Gläubige stifteten dem Heiligen Votivgaben aus reinem Bienenwachs, die von einem Wachszieher am Ende des Jahres zurückgekauft wurden. Es existiert noch ein so genanntes „Mirakelbuch“ in dem „99 wunderthätige Werke“ aufgelistet sind, die ersten Eintragung stammt aus dem Jahre 1505.
Unterhalb der Kirche entsprang eine Quelle, aus der getrunken und in der gebadet wurde, und von der sich Pilger Hilfe und Heilung erhofften. Von 1505 bis 1785 ist ein überaus reger Badegebrauch nachgewiesen. Warum der Pilgerstrom versiegte, ist nicht überliefert.
Der Verein „Freunde der Wolfgangsquelle“ bemüht sich um eine Tiefbohrung, in der Hoffnung, die Quelle mit dem Wolfgangwasser wieder zum Sprudeln zu bringen.

## Architektur

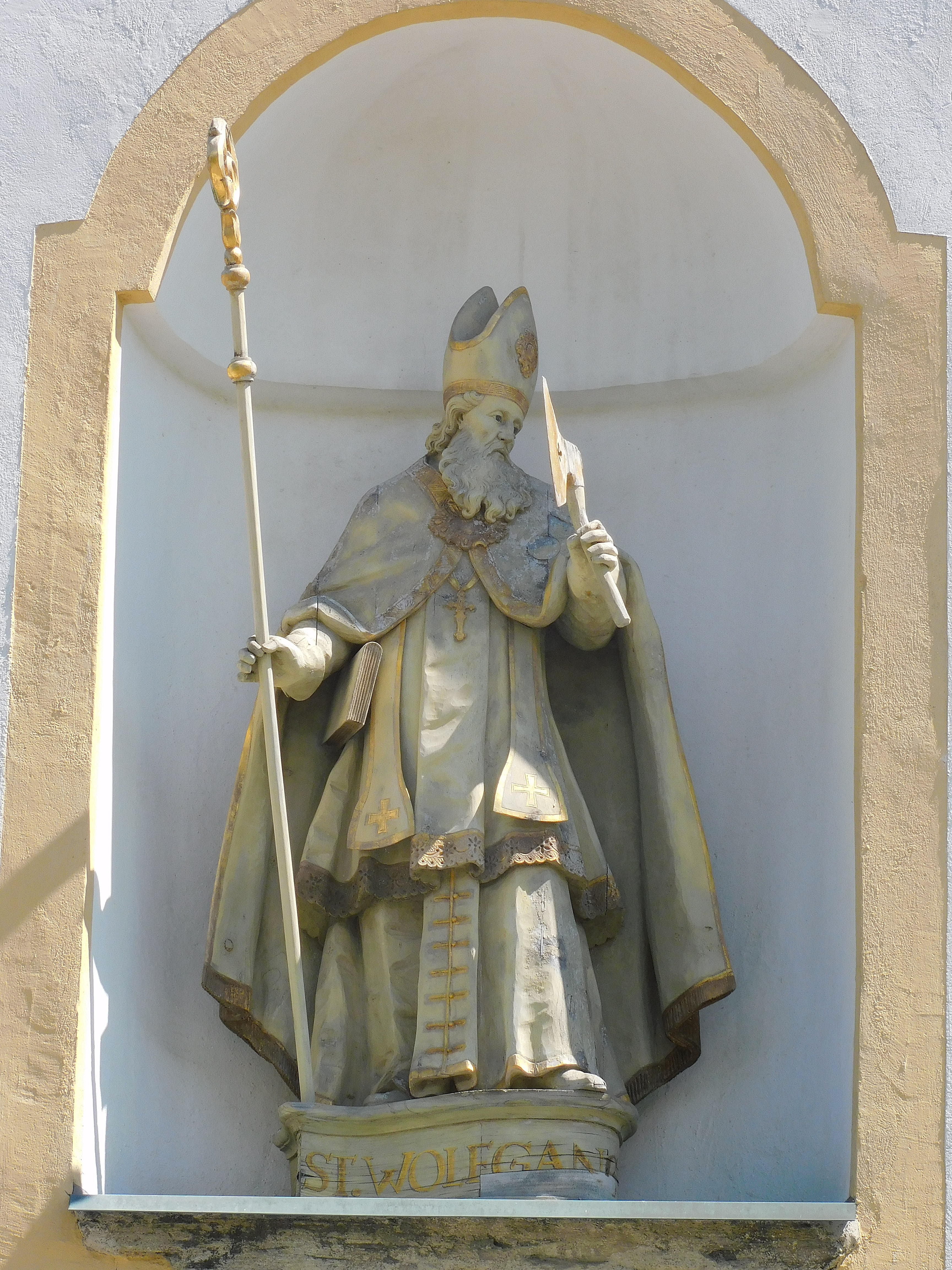
Fassadenfigur hl. Wolfgang

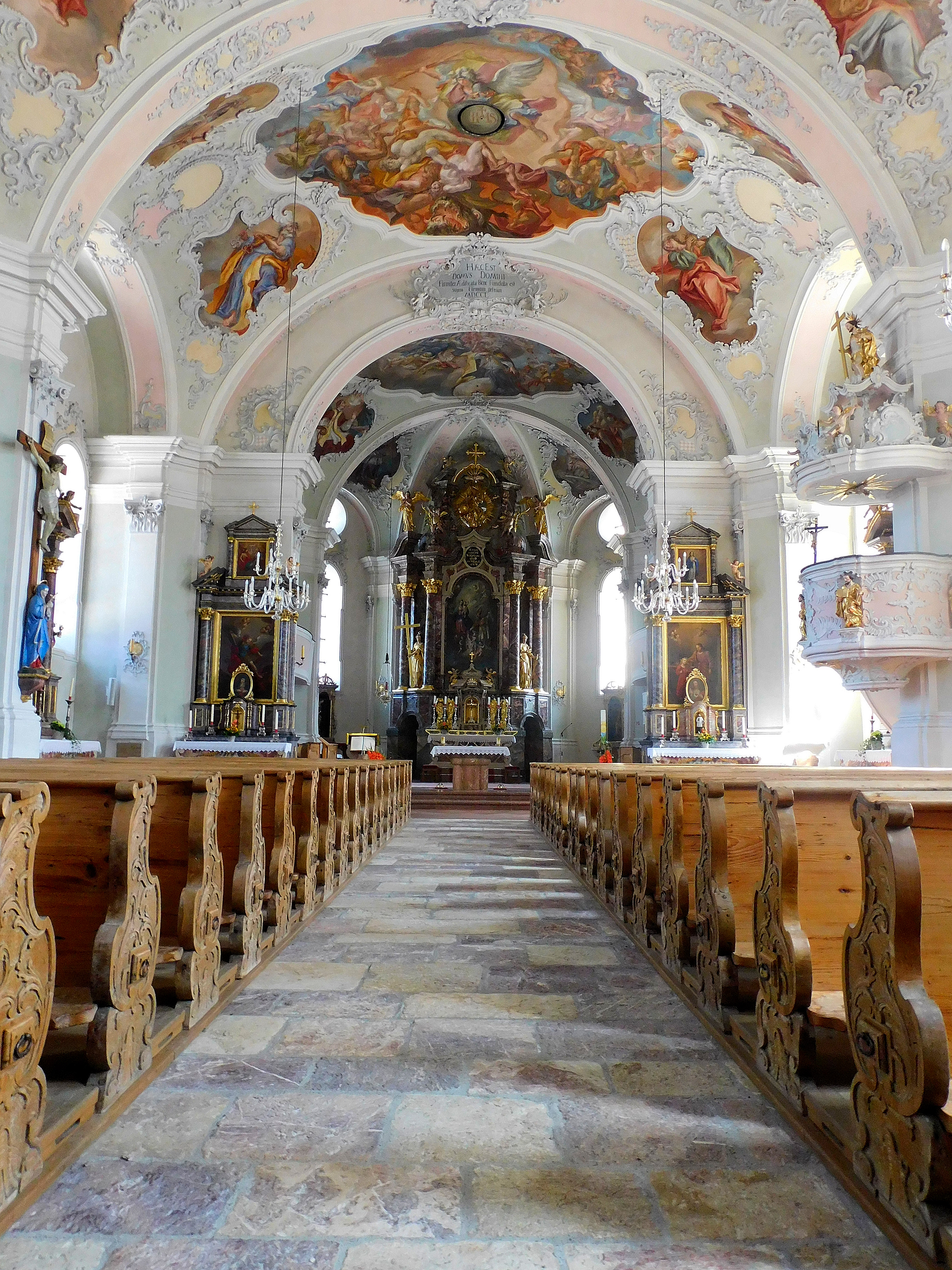
Innenraum, Blick zum Chor

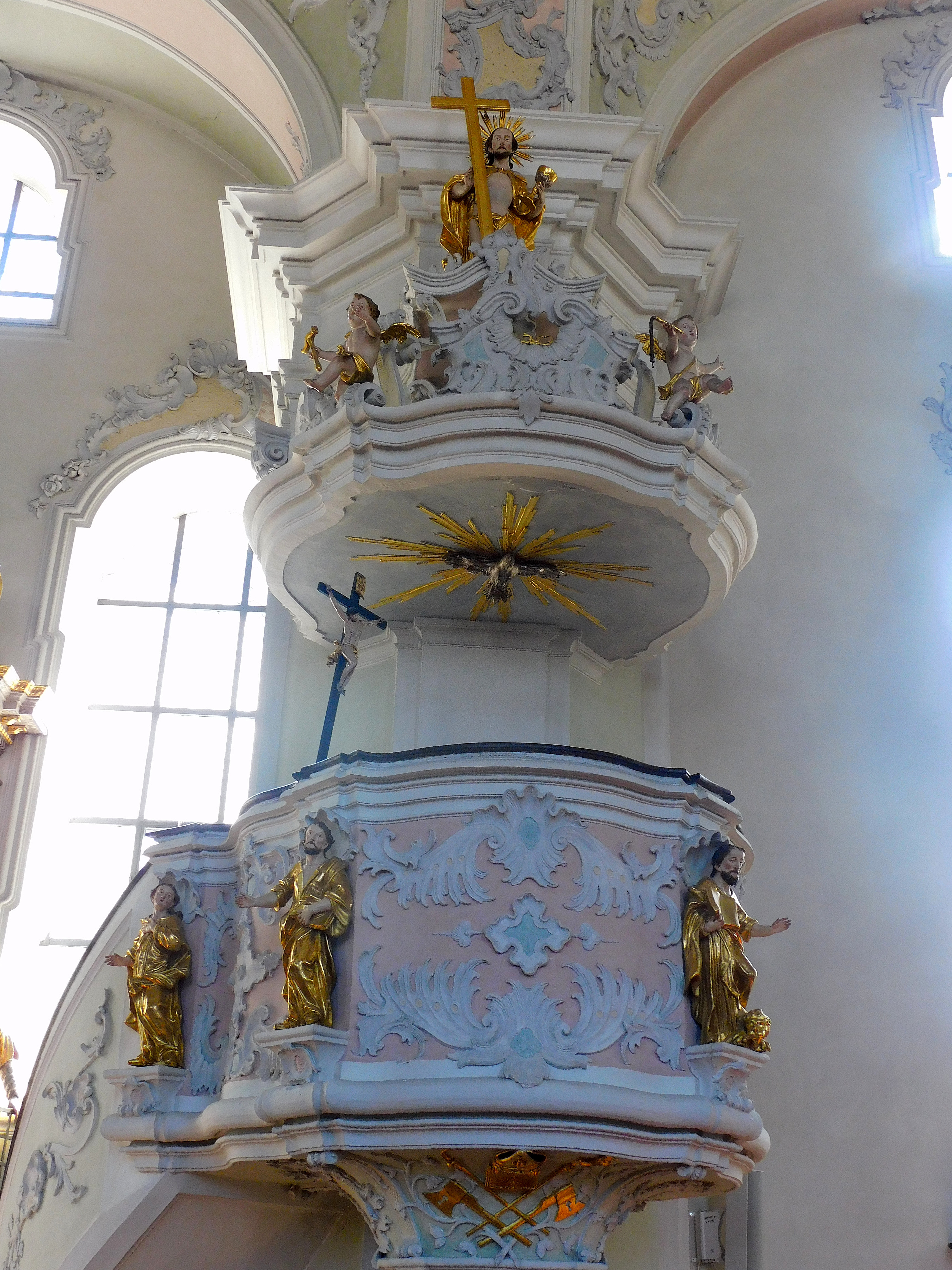
Kanzel

Die barocke Kirche mit einem im Kern gotischen Turm ist nord- und ostseitige von einem Friedhof umgeben.
Das Kirchenäußere zeigt ein querschiffartig erweitertes östliches Langhausjoch. Das geschindelte Dach trägt über dem südlichen Querarm eine Uhrengaupe. Die westliche Giebelfront ist mit Fenstern dreiachsig zweigeschoßig gegliedert. Das rundbogige Westportal aus Rotmarmor hat profilierte Kämpfer und einen Volutenschlussstein, über dem Portal gibt es eine Nische mit der Figur hl. Wolfgang und darüber das barocke Fresko Dreifaltigkeit und Maria. Die kleineren Portale im Norden und Süden haben eine Einfassung wie das Westportal. Die rundbogigen Langhausfenster haben darüber Oberlichten. Die Langhaussüdwand ziert ein Sonnenuhrfresko. Der eingezogene Chor schließt mit einer Rundapsis. Der gotische Turm wurde im 17. Jahrhundert verändert und erhielt ein oktogonales Glockengeschoß mit nach oben und unten rundbogigen Fenstern, er trägt einen Zwiebelhelm mit Laterne. Die südseitig angebaute zweigeschoßige Sakristei hat ostseitig ein abgefastes Hausteinportal.
Das Kircheninnere zeigt ein dreijochiges Langhaus und einen einjochigen Chor unter Platzlgewölben auf einer Wandpfeilergliederung mit Pilastern und Kompositkapitellen und verkröpften Gebälkstücken mit reichem Rokokostuck von Kassian Singer und Georg Weber mit Rosen und Rautengitter, der Stuck rahmt auch die Deckenmedaillons und bekrönt die Fenster. Die zweigeschoßige mittig vorschwingende Westempore steht auf Marmorsäulen. Der Triumphbogen ist stark eingezogen. Im Chor gibt es Seitenemporen.
Die Gewölbemalereien schuf der Kitzbüheler Maler Simon Benedikt Faistenberger 1750, im Chor Glorie des hl. Wolfgang, in den Zwickelfelder die Vier Kirchenväter, in den Stichkappenfeldern des Chorschlusses zwei Szenen der Wolfgangslegende, in den Wandfeldern über den Choremporen die Heiligen Johannes der Täufer und Johannes Nepomuk, im Langhaus Engelsturz, Martyrium der Heiligen Peter und Paul, Martyrium des hl. Sebastian, in den Zwickeln die zwölf Apostel.

## Ausstattung
Der Hochaltar aus 1779 steht auf einem hohen Sockel mit Opfergangsportalen zwischen dem Wandpfeilerpaar des Chorschlusses, der Altaraufbau hat Doppelsäulen, die inneren Säulen sind vorgestellt. Er zeigt das Altarblatt hl. Wolfgang empfiehlt der Madonna seine Kirche und trägt die spätbarocken Statuen hl. Helena und hl. Barbara, dem Bildhauer Josef Martin Lengauer zugeschrieben, im Auszug die Figur Gottvater.
Die zwei Seitenaltäre aus der ersten Hälfte des 19. Jahrhunderts zeigen die Altarbilder hl. Michael und hl. Josef.
Die zwei Querhausaltäre aus der ersten Hälfte des 19. Jahrhunderts zeigen die Altarbilder hl. Petrus 1656 und hl. Sebastian 1657 gemalt von Veit Rabl. Die Querhausaltäre tragen die Statuen der Heiligen Paulus, Johannes Evangelist, Stephanus und Laurentius aus dem 17. Jahrhundert.
Die Rokoko-Kanzel aus der Mitte des 18. Jahrhunderts trägt Statuetten der Vier Evangelisten und Christus Salvator dem Bildhauer Franz Offer zugeschrieben. Die Orgel aus 1825 stammt von Bartlmä Unterberger aus Wörgl und wurde 2008 von Wolfgang Bodem grundlegend restauriert.
Eine Glocke nennt Johann Hackl 1739.

## Friedhof

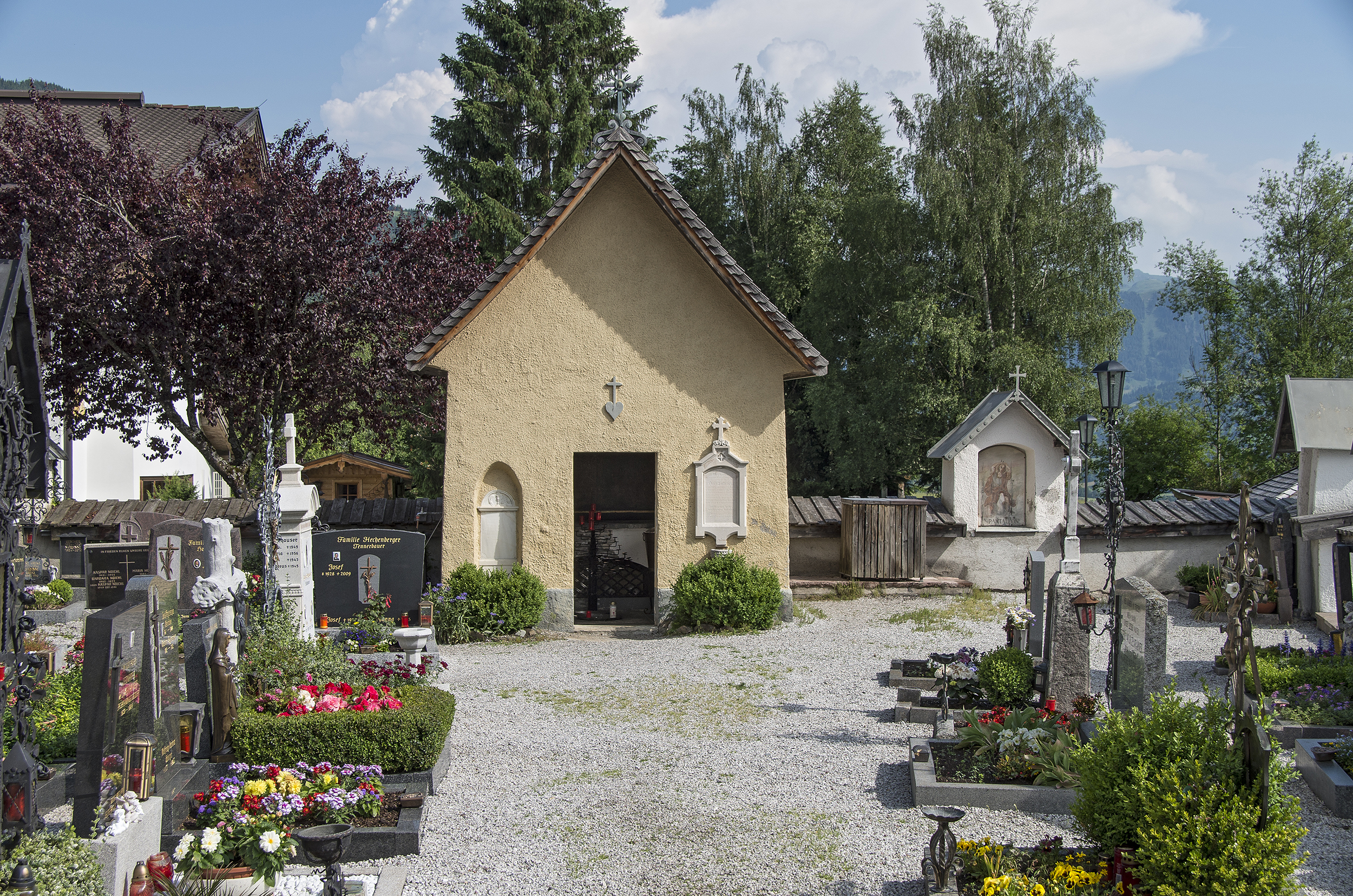
Friedhof mit Kapelle

Die Friedhofskapelle entstand um 1800, das Leinwandbild Jüngstes Gericht entstand im 17. Jahrhundert. Die Bildstöcke in der Friedhofsmauer zeigen Tafelbilder der Vierzehn Nothelfer, welche 1977 erneuert wurden.